# Carl Maria Splett
Carl Maria Splett (ur. 17 stycznia 1898 w Sopocie, zm. 5 marca 1964 w Düsseldorfie) – niemiecki duchowny rzymskokatolicki, doktor prawa kanonicznego, biskup diecezjalny gdański w latach 1938–1964, administrator apostolski sede plena diecezji chełmińskiej w latach 1939–1945.

## Życiorys
Ukończył seminarium duchowne w Pelplinie. 10 lipca 1921 otrzymał w Pelplinie święcenia kapłańskie. Studia w Rzymie uwieńczył uzyskaniem w 1924 doktoratu z prawa kanonicznego.

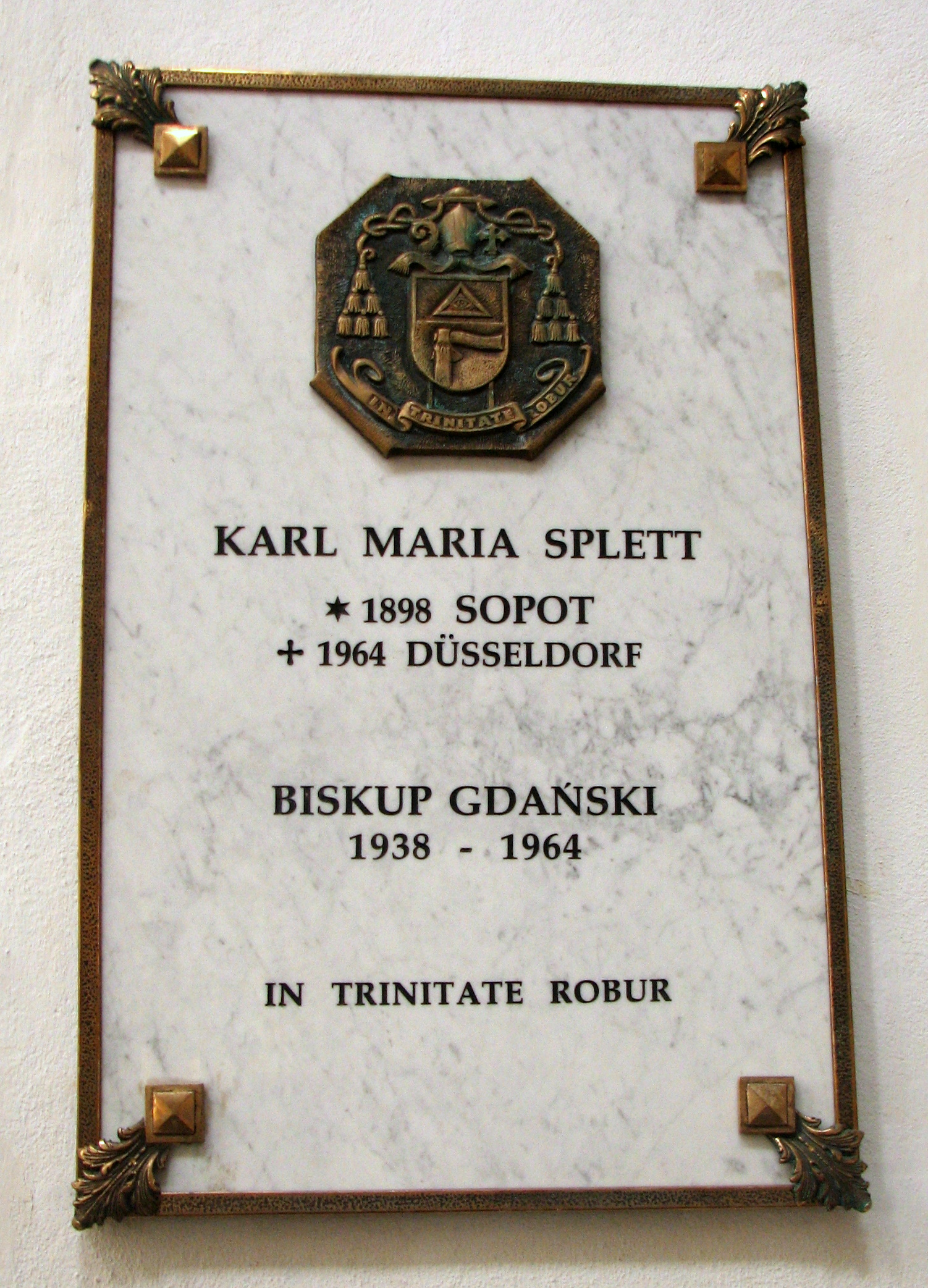
Tablica pamiątkowa w bazylice archikatedralnej w Gdańsku-Oliwie

13 czerwca 1938, po rezygnacji biskupa Edwarda O’Rourke, został mianowany biskupem diecezjalnym diecezji gdańskiej. Po wybuchu II wojny światowej we wrześniu 1939 wystosował list pasterski, w którym wyraził radość z powodu ponownego zjednoczenia Gdańska z Rzeszą Niemiecką. W grudniu 1939 Splett został mianowany administratorem apostolskim diecezji chełmińskiej, co nastąpiło z pogwałceniem art. 9 konkordatu zawartego między Polską a Stolicą Apostolską i wywołało 18 grudnia 1939 sprzeciw rządu polskiego za pośrednictwem ambasadora przy Watykanie z argumentacją, że decyzja watykańska jest sprzeczna z konkordatem i wywrze fatalne wrażenie na narodzie polskim.
W czasie II wojny światowej współpracował z Niemcami. Jednoznacznie poparł włączenie Wolnego Miasta Gdańska do III Rzeszy, wydał zakaz używania języka polskiego w kościołach. Pod naciskiem Gestapo, które zagroziło masowym aresztowaniem kleru, wprowadził oficjalny zakaz spowiadania po polsku, potajemnie nakazał jednak spowiadać w języku ojczystym penitenta. Splett mówił w języku polskim i polecał wszystkim niemieckim księżom posługującym w Gdańsku, aby też się go uczyli.
W marcu 1945 mimo propozycji ewakuacji pozostał w zdobytym przez Armię Czerwoną Gdańsku. 2 lutego 1946 został skazany przez władze Polski Ludowej na 8 lat więzienia, utratę praw publicznych i obywatelskich praw honorowych na okres 5 lat oraz konfiskatę mienia i osadzony w Zakładzie Karnym we Wronkach. Następnie był internowany w klasztorach w Borku Starym (od sierpnia 1953) i Dukli (od grudnia 1953), zwolniony 17 grudnia 1956. Przybył do Więcborka, skąd 27 grudnia 1956 wyjechał przymusowo do RFN. W więcborskim kościele, ostatnim miejscu na terenie Polski, w którym odprawiał msze święte, pozostawił kielich mszalny i patenę. 
Zmarł 5 marca 1964 w Düsseldorfie, gdzie został pochowany w kościele św. Lamberta.
W 1961 był współkonsekratorem podczas sakry biskupa pomocniczego Akwizgranu Josepha Ludwiga Buchkremera.
Pierścień biskupa oraz należące do niego pektorały na początku sierpnia 2017 powróciły do Gdańska jako depozyt założonej przez niego Adalbert-Stiftung (Dzieło św. Wojciecha).
30 sierpnia 2018 arcybiskup gdański Sławoj Leszek Głódź wysunął propozycję sprowadzenia zwłok Spletta do Gdańska i pochowanie ich w krypcie biskupiej archikatedry w Oliwie.